# Politischer Soldat
Politischer Soldat je album njemačkog RAC sastava Stahlgewitter, realiziran 2002. godine.

## Popis pjesama
| Br. | Skladba                                              | Trajanje |
| --- | ---------------------------------------------------- | -------- |
| 1.  | »Begrüßungsworte Von Bundeskanzler Gerhard Schröder« | 0:16     |
| 2.  | »Das Wahre Deutschland«                              | 5:37     |
| 3.  | »Zurück Zu Unseren Traditionen«                      | 3:34     |
| 4.  | »Pseudodeutscher«                                    | 4:08     |
| 5.  | »Sommer In Sebnitz«                                  | 5:02     |
| 6.  | »Die Letzte Opposition«                              | 6:00     |
| 7.  | »Politischer Soldat«                                 | 4:48     |
| 8.  | »Was Immer Auf Erden Besteht«                        | 3:52     |
| 9.  | »Sie Fürchten Unser Wort«                            | 3:27     |
| 10. | »Völker Wehrt Euch (One-World Mafia)«                | 4:57     |
| 11. | »Ruhm Und Ehre II«                                   | 4:16     |
| 12. | »Der V-Mann«                                         | 5:32     |
| 13. | »Achtundachtzig«                                     | 1:24     |

## Vanjske poveznice
- Stahlgewitter - Germania na YouTube
- Stahlgewitter - Politischer Soldat nа Discogs
- Stahlgewitter - Politischer Soldat nа Last.fm